# Szigeti Lajos Sándor
Szigeti Lajos Sándor (1980-ig: Szigeti Lajos, Szigetvár, 1951. április 16. – Budapest, 2009. június 18.) irodalomtörténész, kritikus.

## Családja
Szülei Szigeti Lajos mozdonyvezető és Király Erzsébet hivatalsegéd. Öccse: Szigeti Csaba (1955–) irodalomtörténész. Felesége Benkő Zsuzsanna szociológus. Leánya: Szigeti Borbála (1977–); fia: Szigeti Bálint (1980–).

## Iskolái
Gyermekkorát Botykapeterden töltötte, általános és középiskoláit Pécsett végezte, a Nagy Lajos Gimnáziumban érettségizett 1969-ben, az Országos Középiskolai Tanulmányi Verseny (OKTV) győztese (magyar irodalomból, 1969). A JATE BTK-n magyar–orosz szakos tanári oklevelet szerzett (1975), doktorált (1976), az irodalomtudomány kandidátusa (1986), doktora (1995), habilitált (1996).

## Életútja
A JATE BTK, ill. a Szegedi Tudományegyetem II. sz. Magyar Irodalmi Tanszék, ill. Modern Magyar Irodalmi Tanszék ösztöndíjas gyakornoka (1975–1977), tanársegéde (1977–1981), egyetemi adjunktusa (1981–1988), egyetemi docense (1988–1997), egyetemi tanára (1997. júl. 1.–2009. nov. 18.) és a Tanszék vezetője (1991–2002). A szegedi Tömörkény István Gimnázium tanára (1977). A pécsi JPTE, ill. a Pécsi Tudományegyetem Tanárképző Főiskolai Kar Irodalomelméleti Tanszék tanára (1986–1997), vendégprofesszora (1997–2002). A Károli Gáspár Református Egyetem Újabbkori Magyar Irodalom Tanszék vendégprofesszora (2002-től), a Veszprémi Egyetem Magyar Irodalmi Tanszék vendégprofesszora (2003–2005), egyetemi tanára (2005-től).Kaposvári Egyetem egyetemi tanára 2007-2009. Heidelbergben, Tübingenben, Bochumban és Stuttgartban DAAD-ösztöndíjas vendégkutató (1987). Nyitrai Konstantin Filozófus Egyetem Közép-európai Tanulmányok Kara. 

## Munkássága
20. századi, két világháború közötti és kortárs magyar irodalommal, modern magyar lírával, költészettörténettel és líraelmélettel, elsősorban Ady Endre és József Attila munkásságával, a két költő motívumrendszerének vizsgálatával foglalkozott. A szegedi egyetemen a 20. századi magyar irodalmi speciális képzés megszervezője és elindítója. Kritikusi tevékenysége is jelentős.

## Emlékezete
Szegeden, Pécsett, Budapesten és Veszprémben élt és alkotott. Utolsó éveit Veszprémben töltötte. Ott is hunyt el 2009 júniusában. Temetése 2009. június 29-én volt, saját kérésére a Felsőőrsi Református Temetőben nyugszik. Temetésén barátai József Attila és Baka István verseivel búcsúztak tőle. A Nyitrai Konstantin Filozófus Egyetem Közép-európai Tanulmányok Kara tanulmánykötetet adott ki emlékére 2010-ben.

## Társasági tagságai
- Az MTA Irodalomtudományi Bizottsága tagja (1990–1996)
- A Szegedi Akadémiai Bizottság Irodalomtudományi Munkabizottsága (1993–2000), Nyelv- és Irodalomtudományi Szakbizottsága elnöke (2000–2005)
- Az MTA–TMB, ill. a Doktori Tanács Irodalomtudományi Szakbizottsága tagja (1989–2000)
- A Fiatal Írók József Attila Köre (1977-től)
- a Magyar Írók Szövetsége (1986- tól)
- és a Művészeti Alap Irodalmi Szakosztálya tagja (1986-tól)
- A Nemzetközi Magyar Filológiai Társaság
- a Modern Filológiai Társaság
- a Magyar Irodalomtörténeti Társaság tagja.

## Elismerései
- Szeged Város Alkotói Ösztöndíja (1979)
- Móricz Zsigmond-ösztöndíj (1984)
- Széchenyi Professzori Ösztöndíj (1998–2001).

## Szerkesztései
- Az Acta Historiae Litterarum Hungaricarum szerkesztője (1991-től)
- Az Irodalom és az Új Horizont c. folyóiratok szerkesztőbizottságának tagja.

## Főbb művei

### Önálló kötetek
- A József Attila-i teljességigény. Motívumértelmezések; Magvető, Bp., 1988 (kandidátusi értekezés)
- Modern hagyomány. Motívumok és költői magatartásformák a huszadik századi magyar irodalomban; Lord, Bp., 1995 (doktori értekezés)
- Evangélium és esztétikum. Bibliai motívumok a modern költészetben; Széphalom Könyvműhely, Bp., 1996 (Aranyhal sorozat)
- (De)formáció és (de)mitologizáció. Parabolák és metaforák a modernitásban; Messzelátó, Szeged, 2000 (Suprasegmentum)
- A virrasztó költő. Esszék, tanulmányok, kritikák; Tiszatáj Alapítvány, Szeged, 2002 (Tiszatáj könyvek)
- Verssor(s)ok. Líraiság az ezredfordulón; Széphalom Könyvműhely, Bp., 2005

### Tanulmányok, szerkesztések
- Aránytalanság-képzetek és arányosság-igény József Attila személyes lírájában. Egy. doktori értek (Szeged, 1976)
- A „felnőttség vállalása” József Attila költészetében. József Attila Kosztolányi-bírálatának lírai fedezete (Acta Historiae Litterarum Hungaricum, 1976)
- A „Szabad ötletek jegyzéke” és a kései versek. József Attila költészetének néhány motívumához (Acta Historiae Litterarum Hungaricum, 1978)
- József Attila apaversei és felismerésversei. Kutatási módszerek és irányzatok a társadalomtudományokban (Szegedi Bölcsészműhely’77. Szeged, 1978)
- A tűnődés és eszmélés verse. Ritkás ég alatt (József Attila-versek elemzése. Bp., 1980)
- Anyás költő lett. Egy József Attila-motívum „történetéhez.” (Tiszatáj, 1980)
- Az „édes mostoha”. József Attila anyaverseihez (Acta Historiae Litterarum Hungaricum, 1981)
- Hiánytudat és teljességigény József Attila költészetében („A mindenséggel mérd magad.” Tanulmányok József Attiláról. Bp., 1983)
- Gyermek az anyatestben (Költőnk és korunk. Tanulmányok József Attiláról. Bp., 1983)
- „Majd emlékezni jó lesz.” József Attila 1980-ban. A ’80-as évek társadalomtudománya: eredmények és perspektívák (Szegedi Bölcsészműhely’82. Szeged, 1983)
- A csönd motívuma József Attila költészetében (Acta Universitatis Szegediensis. Acta Historiae Litterarum Hungaricarum, 1985)
- „Félek a játszani nem tudó emberektől.” A játék és a rend József Attila-i világa (Forrás, 1985)
- A költő és motívuma (Acta Universitatis Szegediensis. Acta Historiae Litterarum Hungaricarum, 1987)
- Sík Sándor és József Attila (Studia Comitatensia, 1989 és Szeged [folyóirat], 1989)
- „ők híven kihallják…” 1928 és/vagy 1932 Illyés Gyula és József Attila költői magatartásformájában. – Infinitivus és immigráció (Tiszatáj, 1991)
- „Kék, tünde fénnyel…” József Attila vonzásában (Acta Universitatis Szegediensis. Acta Historiae Litterarum Hungaricarum, 1991)
- Turris eburnea. Juhász Gyula és Gulácsy Lajos öröksége (Acta Universitatis Szegediensis. Acta Historiae Litterarum Hungaricarum, 1992)
- Úton Nakonxipanba (Tiszatáj, 1992)
- „Nakonxipan vár már, Nakonxipan.” Motívum és költői magatartásforma (Irodalomtörténet, 1992)
- A pillanat varázsa. Egy Illyés-szonett „tanulságai.” (Tiszatáj, 1993)
- Teremtés, teremtődés, alkotás. Illyés Gyula: Örök s múlandó („Költő, felelj!” Tanulmányok Illyés Gyuláról (Bp., 1993)
- Ritmus és létélmény. Kosztolányi és Radnóti. – „Nemet intek én is.” Illyés hazatérése és műfajébresztése (Tiszatáj, 1994)
- A pillanat esélye. Tanulmányok, esszék, kritikák (Bp., 1994)
- „Vállalom bárányos éggel…” Bibliai motívumok Nagy László költészetében. „Magunknak szól a dal.” Szempontok a modern magyar költészet immanens történetéhez (Tiszatáj, 1995)
- „Iramló fényt a tengeren.” Menekülés- és teremtésmítosz József Attila lírájában (Irodalomtörténet, 1995)
- Evangéliumi esztétika és modern bukolika. A Dsida-vers méltósága (Irodalomtörténet, 1996 és Tiszatáj, 1996)
- Evangélium és esztétikum a modernségben (Korunk, 1996)
- Bartóki szintézis és új apokalipszis (Új Dunatáj, 1997)
- „Ki titkaidat tudtam.” Babits Mihály: Jónás könyve (Tiszatáj, 1997)
- „Te is megháromszorozódsz előttem.” Tükörszonettek és triptichonok Baka István lírájában (Tiszatáj, 1998)
- Modern korszerűtlenség. Tornai József egymást értelmező új esszéiről és verseiről (Hitel, 1999)
- A klasszikus nagymonográfia műfaji határai. Szabolcsi Miklós József Attila-könyvéről (Tiszatáj, 1999)
- Lócsere és költői szárnyalás. Kassák „hitváltása” és egy motívum „ars poeticája.” (Irodalomtörténet, 1999)
- Álom és látomás (Tanulmányok Ady Endréről. Bp., 1999)
- Az erotikus hármasok (Új Dunántúl, 2000)
- „Hív a halál boleróba.” Zenei hangoltság Baka István műveiben (Móra Ferenc Múzeum Évkönyve, 2001)
- Ritmus, forma, globalizáció a magyar lírában (Palócföld, 2001)
- Kuncz Aladár, Németh Andor és József Attila szövegköztessége (A próza intertextualitásának retorikája és pragmatikája. Szerk. Mózes Huba. Miskolc, 2001)
- Az utolsó tánc. A legmélyebb vigasztalanság. Két Baka-vers üzenete. 1–2. (Új Dunántúl, 2001–2002)
- „tovább rajzolta arcodat.” Illyés Gyula, a festő (Korunk, 2002)
- A virrasztó költő. József Attila nyomában. Esszék, tanulmányok, kritikák (Tiszatáj Könyvek. Szeged, 2002)
- Meghalt a Nagy Pán!? A Napkelet, a Periszkóp és a Pásztortűz műhelypoétikája (Tiszatáj, 2003)
- Hunnia és/vagy Pannónia, avagy Hol van otthon Szindbád? (Mozgó világ. Tanulmányok a hatvanéves Kulin Ferenc tiszteletére. Bp., 2003)
- Hagyományelvű transzilvanizmus és expresszionizmus („egy csonk maradhat.” Tanulmányok az 1920-as évek magyar irodalmáról. Bp., 2004)
- Danse macabre („Égtájak célkeresztjén.” Tanulmányok Baka István műveiről. Szerk. Bombitz Attila. Szeged, 2006)
- „De én Uram, bakád én hol vagyok?” Emberiség az Ablaknégyszögben. Baka István szikár alakjai (Új Dunatáj, 2008)
- (szerk.:) Gazdátlan hajók. Szegeden élő fiatal költők antológiája (Szeged, 1979)
- „Lelkedet érzed.” Dolgozatok József Attiláról (Szeged, 1981)
- „Modernnek kell lenni mindenestül?” Irodalom, történetiség, átértelmezés. Tanulmányok (Szeged, 1996)
- Egy más egymás. Olvasókönyv; szerk. Szigeti Lajos Sándor; JGYF, Szeged, 2004 (Egészségfejlesztés)

## További irodalom
- József Attila Kör. 1985. Összeáll. Agócs Sándor (Bp., 1985)
- Nagy Sz. Péter: Sz. L. S.: A József Attila-i teljességigény (Kortárs, 1989)
- Tverdota György: Sz. L. S.: A József Attila-i teljességigény (Irodalomtörténeti Közlemények, 1990)
- Széles Klára: Sz. L. S.: A József Attila-i teljességigény (Irodalomtörténet, 1991)
- Cs. Gyímesi Éva: Sz. L. S.: Evangélium és esztétikum (Erdélyi Múzeum, 1997)
- Szegedi ki kicsoda? 1998–1999. Főszerk. Dlusztus Imre (Szeged, 1999)
- Szegedtől Szegedig. 2002. Antológia. Főszerk. Simai Mihály (Szeged, 2002)
- Hübners Who is Who. 2. kiegészítő köt. (Zug, 2004)
- Papp István Géza: „Immanens irodalomtörténet.” Sz. L. S.: Verssor(s)ok (Magyar Napló, 2006. 7.)
- Szilágyi Zsófia: Sz. L. S. Elhangzott Sz. L. S. temetésén (Bárka online, 2009. jún. 30.)
- A magyar kultúra hagyománya és perspektívái Közép-Európában. Szigeti Lajos Sándor emlékére; szerk. Magdaléna Hrbácsek; Univerzita Konštantína filozofa, Nyitra, 2010 (Knižnica Zošitov Katedry areálových kultúr FSŠ)